# مارتسان
مارتسان (به آلمانی: Berlin-Marzahn) یک منطقهٔ مسکونی در آلمان است که در Marzahn-Hellersdorf واقع شده‌است. مارتسان ۱۰۲٬۳۹۸ نفر جمعیت دارد.